# Georg Kießling
Georg Kießling (* 7. März 1903 in Selbitz; † 24. Juni 1964 in Fürth) war ein deutscher Fußballspieler.

## Karriere

### Vereine
Kießling, im oberfränkischen Selbitz geboren und mit seinen Eltern 1919 Umzug bedingt nach Fürth gelangt, trat 16-jährig der Jugendabteilung des ortsansässigen Spitzenvereins SpVgg Fürth bei. Nachdem er bereits in den Spielzeiten 1921/22 und 1922/23 in Pokalspielen der ersten Mannschaft zum Einsatz gekommen war, rückte er zur Saison 1924/25 in die erste Mannschaft auf, für die er bis Saisonende 1931/32 in den vom Süddeutschen Fußball-Verband ausgetragenen Meisterschaften in der Bezirksliga Bayern Punktspiele bestritt und gemeinsam mit Georg Frank den gefährlichen linken Sturmflügel der Fürther bildete.
Aufgrund der regionalen Erfolge nahm er mit der Mannschaft an den Endrundenspielen um die Deutsche Meisterschaft teil. Am 13. Juni 1926 gewann er in Frankfurt am Main, wie auch am 28. Juli 1929 in Nürnberg, jeweils gegen Hertha BSC mit 4:1 und 3:2, die Deutsche Meisterschaft; insgesamt bestritt er zwölf Endrundenspiele, wobei er ein Tor erzielte.
1930 nahm er mit der SpVgg Fürth am Tournoi International de Football in Genf teil, die nach dem Anfangserfolg in der Ersten Runde, jedoch im Viertelfinale, aus dem von Servette Genf organisierten Wettbewerb, ausschied.
1932 zog er aus beruflichen Gründen ins Saarland und schloss sich dort dem Bezirksligisten SV 06 Völklingen an. 1937 kehrte er in seine fränkische Heimat zurück und ließ seine Karriere 1939 beim FSV 83 Nürnberg in der zweitklassigen Bezirksklasse Mittelfranken ausklingen.

### Nationalmannschaft
Kießling bestritt zwei Länderspiele für die A-Nationalmannschaft, für die er am 2. Oktober 1927 in Kopenhagen bei der 1:3-Niederlage gegen die Nationalmannschaft Dänemarks debütierte und mit dem Treffer zum 1:1 in der 42. Minute sogleich sein erstes Tor als Nationalspieler erzielte.
Sein letztes Spiel für den DFB bestritt er am 23. September 1928 in Oslo beim 2:0-Sieg über die Nationalmannschaft Norwegens.

## Erfolge
- Deutscher Meister 1926, 1929
- Süddeutscher Meister 1931
- Nordbayrischer Meister 1928, 1930, 1931
- Süddeutscher Pokal-Sieger 1925, 1926, 1927